# Fridhemsplan
Fridhemsplan is een station van de Metro van Stockholm en ligt in het stadsdeel Kungsholmen. Het station wordt bediend door alle lijnen van de groene en de blauwe routes. De groene en blauwe route zijn bij dit station via een enkelsporige tunnel voor materieelvervoer met elkaar verbonden.

## Geschiedenis
Het metrostation Fridhemsplan is gebouwd als vervanging van het oostelijke eindpunt, de stadszijde, van de Ängbybanan. Het Fridhemsplan was in de jaren dertig van de twintigste eeuw het knooppunt van diverse tramlijnen aan de westkant van de stad. Op 31 augustus 1934 werd de Tranebergsbrug geopend met onder andere een vrije trambaan. De trams ten westen van het Fridhemsplan reden via dit traject naar Alvik en het was het de bedoeling om busdiensten vanaf Alvik naar de nieuwe woonwijken in het westen op te zetten. Na het uitbreken van de Tweede Wereldoorlog ontstond echter een tekort aan brandstof en in 1941 viel het besluit om de nieuwe wijken met een metro, die op ruim voorhanden elektriciteit kan rijden, te bedienen. Op 1 oktober 1944 werd het premetrotraject naar het westen, onder de naam Ängbybanan in gebruik genomen. Vanaf 1950 volgde de ombouw tot metro en op 26 oktober 1952 werd de westlijn van de metro, inclusief station Fridhemsplan, geopend. In 1975 werden tien meter lager de perrons van de blauwe route in gebruik genomen.

## Groene Route
Het eerste deel van het station is gebouwd voor de westlijn tussen Kungsgatan en Vällingby en werd ontworpen door architect Gunnar Lené. De perrons van de groene route zijn gebouwd als dubbelgewelfdstation in een boog tussen de hoek van de Drottningholmsvägen en de Fridhemsgatan, en de hoek van de St. Eriksgatan en de Fleminggatan. De perrons liggen op 1,3 meter boven zeeniveau op ongeveer 18 meter onder het maaiveld. De afstand tot het nul kilometer punt van de metro bij Slussen bedraagt 4,9 spoorkilometer. Aan de westkant van het station voert een helling naar de westelijke tunnelmond en station  Thorildsplan. Aan de noordkant gaat het traject via de onderste verdieping van de S:t Eriksbrug naar station  S:t Eriksplan.

## Blauwe Route
Het tweede deel van het station is gebouwd voor de noordwest lijn die in 1965 werd gepland als eerste deel van de blauwe route die de noordwestelijke voorsteden via de binnenstad met het zuidoosten moest verbinden. 
Net als vrijwel alle andere stations van de blauwe route is dit deel van Fridhemsplan gebouwd als een kunstmatige grot. Het ligt iets meer dan 10 meter onder de groene route op 11,5 meter onder zeeniveau en is, samen met Sundbyberg centrum, het op zes na diepst gelegen station van het net. De grot ligt op 28 a 31 meter onder de woonblokken "Arbeider"en "Herder" tussen de kruising Fridhemsgatan / S:t Göransgatan in het oosten en de kruising Mariebergsgatan / Fleminggatan in het westen. In noordwestelijke richting gaat de blauwe route naar   Stadshagen. In oostelijke richting wordt via Rådhuset en T-Centralen het 2,1 kilometer oostelijker gelegen eindpunt Kungsträdgården bereikt.

## Gele Route
In 2013 is besloten om de Stockholmse metro uit te breiden. In de eerste plaats zal de blauwe route ten zuiden van het centrum alsnog worden afgebouwd. Daarnaast is een geheel nieuwe route, de gele route voorzien. Deze lijn zal naar het zuiden worden doorgetrokken om daarmee een vierde metroverbinding tussen het noorden en het zuiden van de stad te realiseren. Volgens dit plan zal Fridhemsplan aan de noordkant en Liljeholmen aan de zuidkant van de tunnel onder de Riddarfjärden komen te liggen waarmee dan drie metroroutes Fridhemsplan zullen aan doen.

## Verdeelhallen
De hoofdingang bevindt zich aan het Fridhemsplan op de hoek van Drottningholmsvägen 28 en Fridhemsgatan 20. De verdeelhal bevindt zich hier op de begane grond en is met liften en roltrappen zowel met de groene als de blauwe route verbonden. In deze hal bevindt zich ook een SL Center, een verkooppunt van het Stockholmse openbaar vervoer.
De noordelijke verdeelhal bevindt zich onder het kruispunt Fleminggatan / S:t. Eriksgatan en is toegankelijk vanaf iedere straathoek en uit de Västermalmsgallerian. De perrons kunnen ook hier via lift en roltrap worden bereikt.
De kleine westelijk verdeelhal ligt in het talud onder de S:t Göranskyrka aan de Mariebergsgatan. De lift en roltrap bieden hier toegang tot de blauwe route, maar via een verbindingsgang is ook de groene route bereikbaar.

## Decoratie
Verschillende kunstenaars hebben een bijdrage geleverd aan de opsiering van het station.
Ingegerd Möller kwam met meerdere objecten rond het thema strand, zoals een Blekingeeka, een traditionele zeilboot uit Blekinge, vier vitrines met juttersgoed van het eiland Hamburgö in Bohuslän en een kluis met een houten vogel met 3 meter spanwijdte. 
In de noordelijke verdeelhal staat een beeld van Carl Linnaeus en is een van de wanden voorzien van een keramiekwerk van 2,5 × 25 meter van de hand van Dimas Macedo, een geschenk van de Metropolitano de Lisboa uit Portugal.

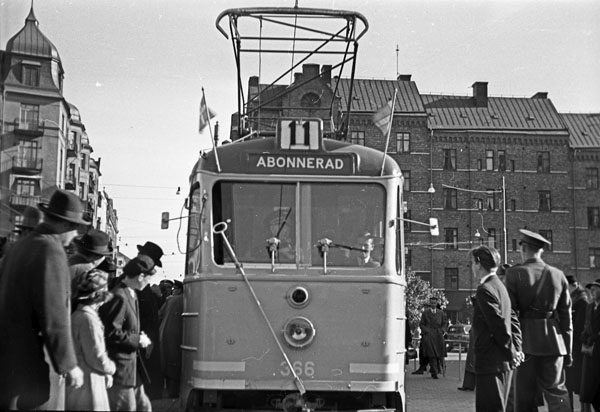
Fridhemsplan op 1 oktober 1944, de opening van de Ängbybanan
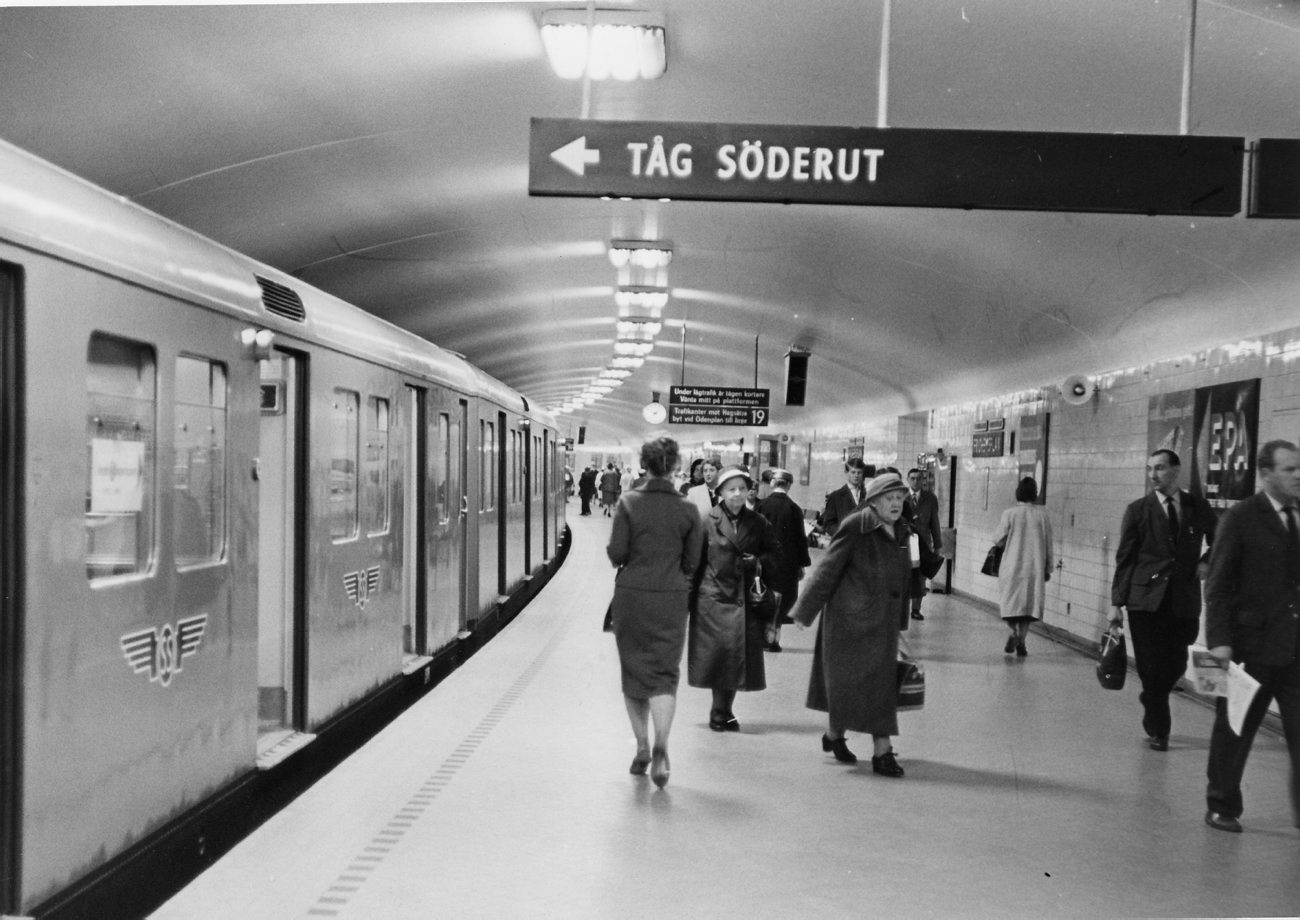
Fridhemsplan begin jaren zestig
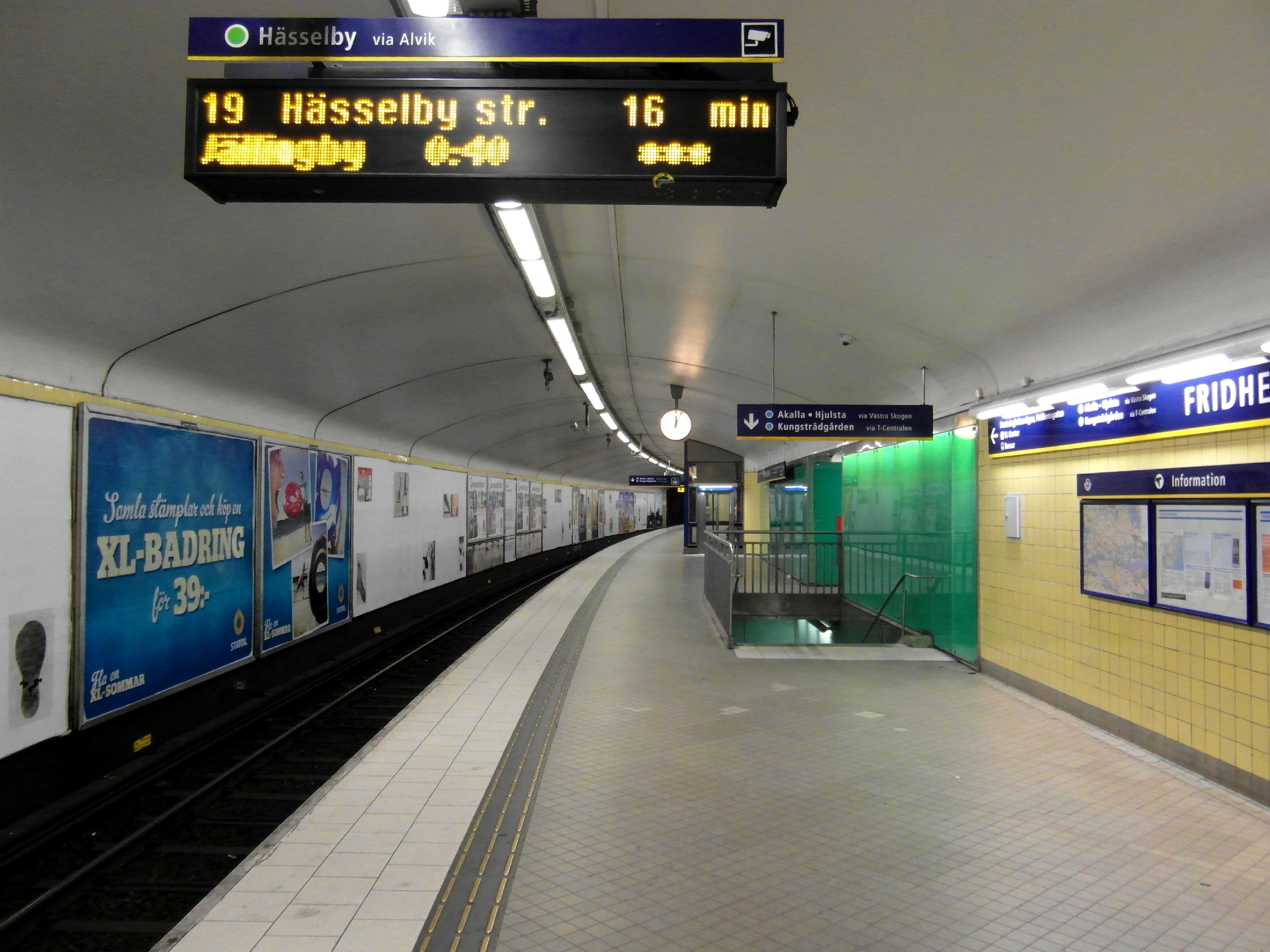
Perron van de groene route
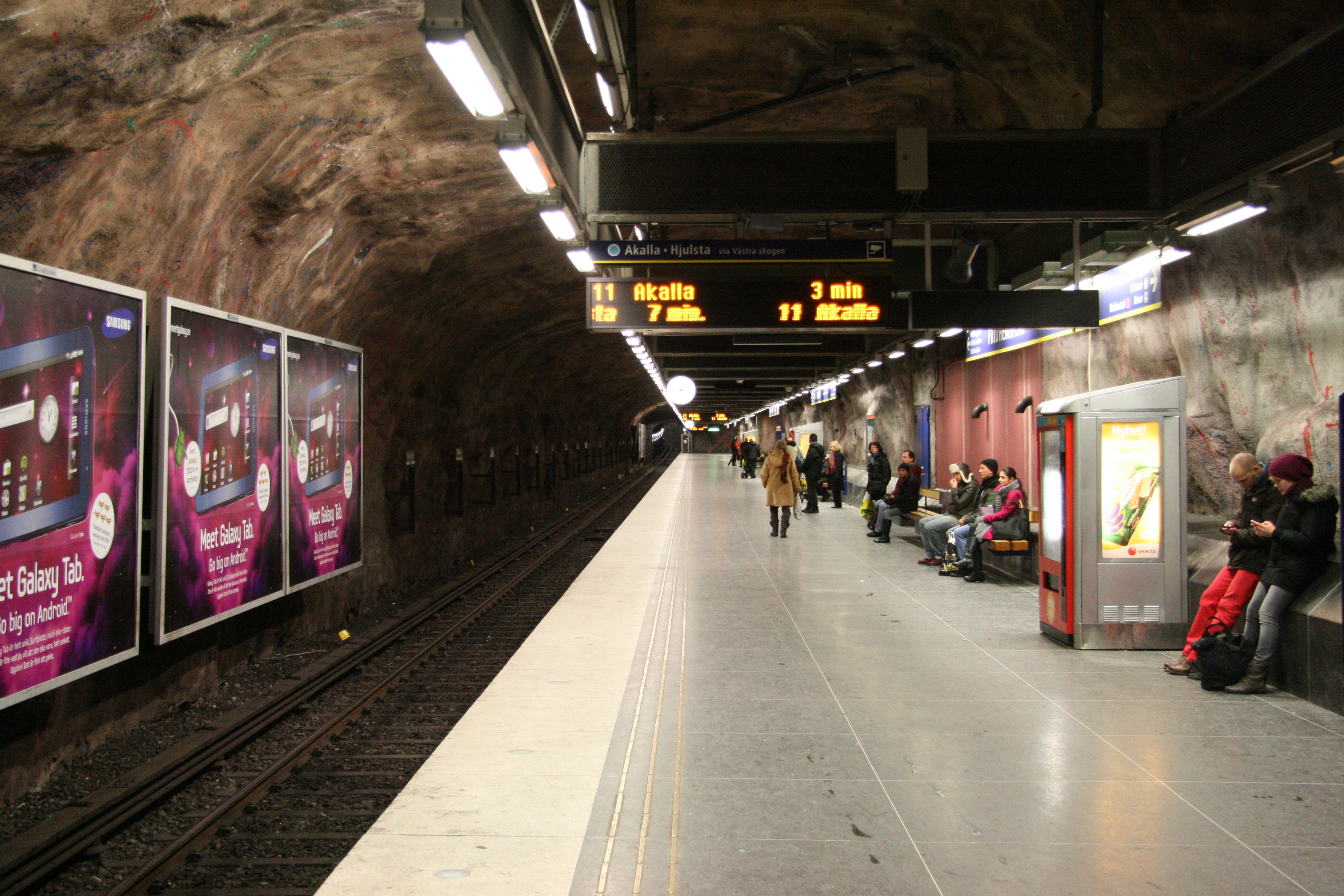
Perron van de blauwe route
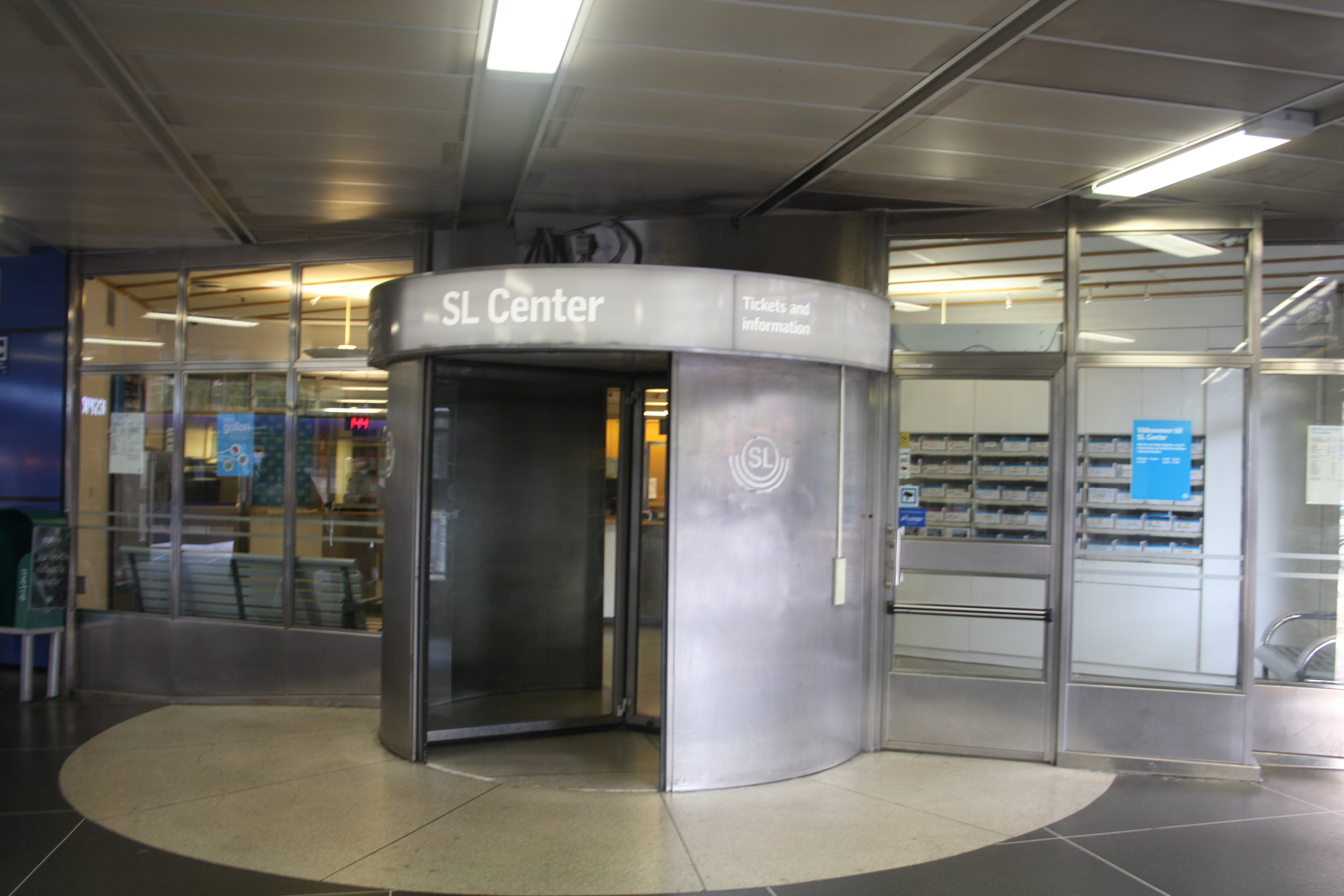
Het SL Center op het station
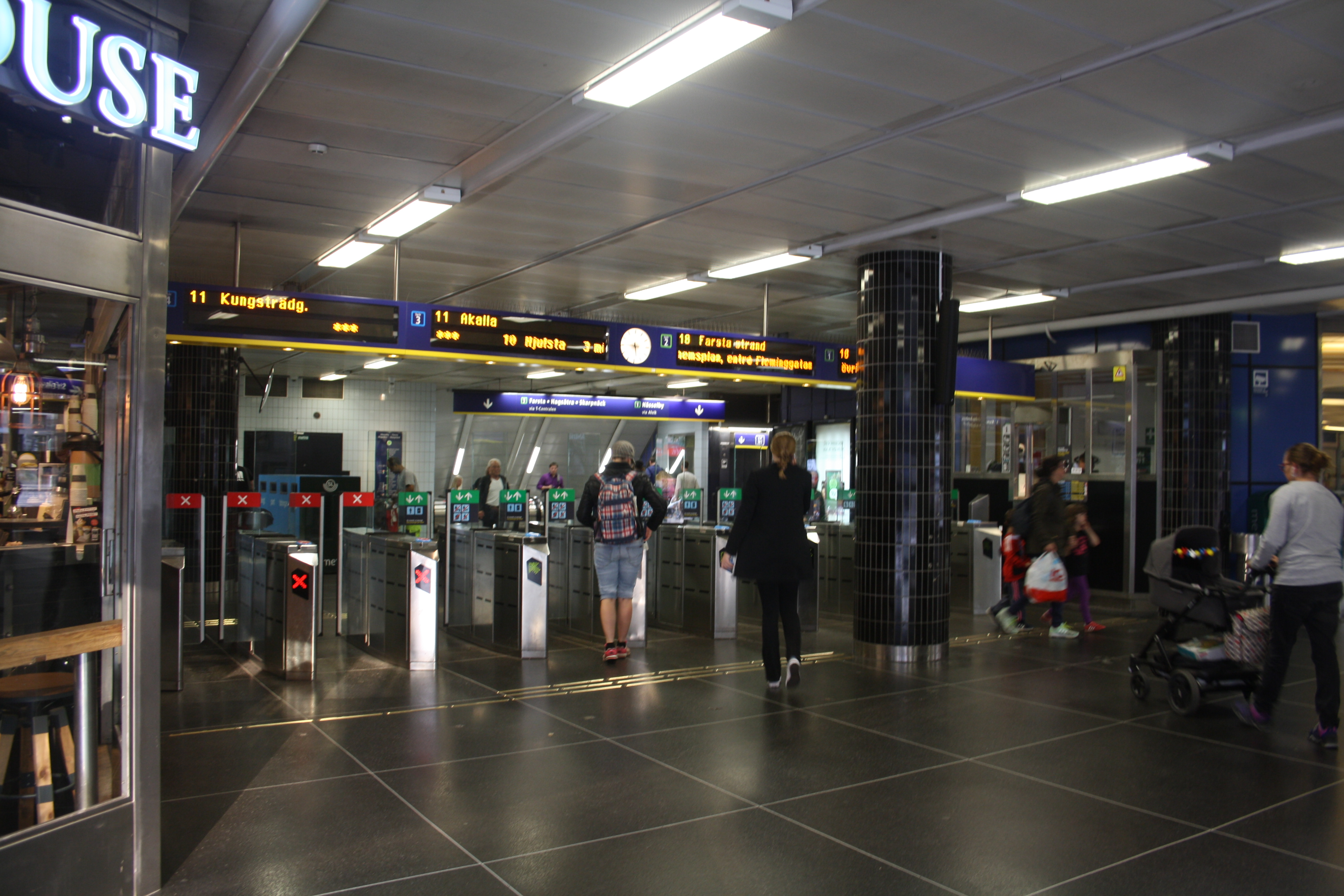
Poortjes
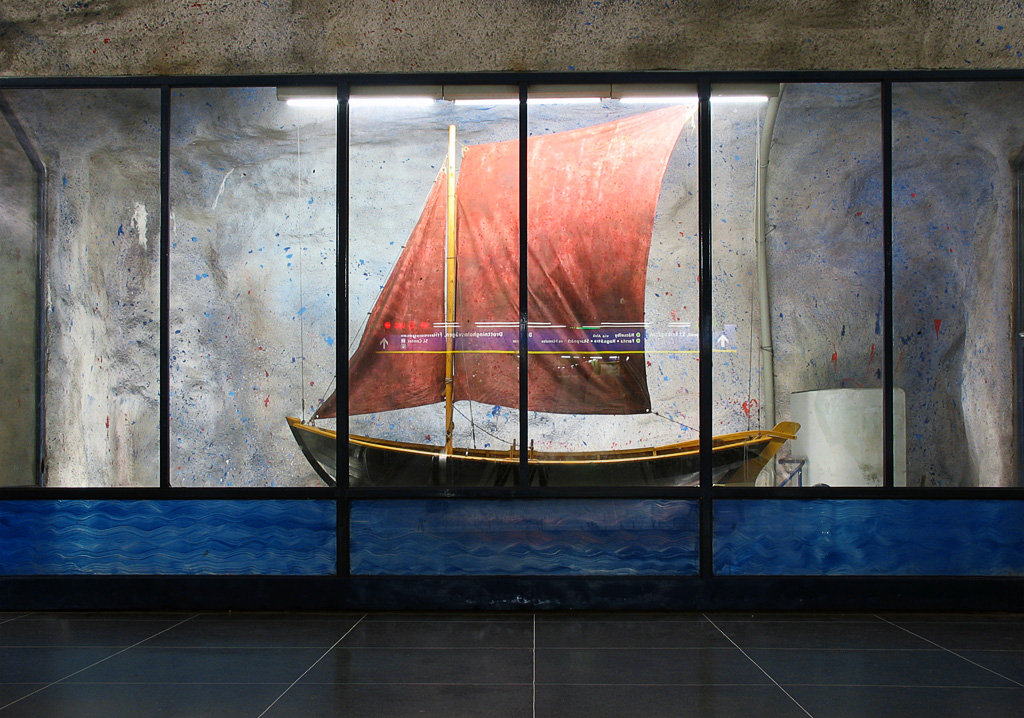
De zeilboot uit Blekinge op ware grootte opgehangen in een vitrine
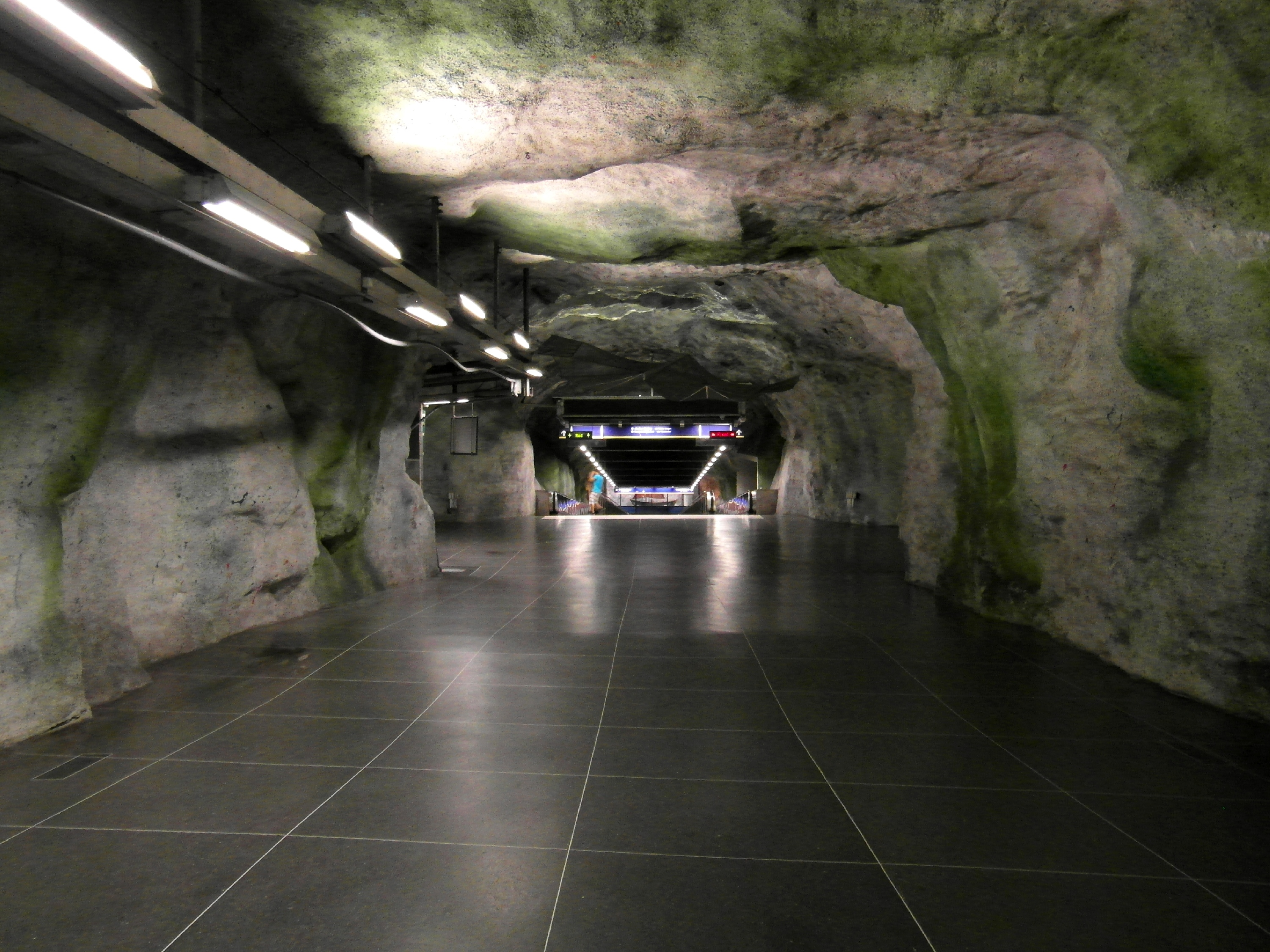
Voetgangerstunnel tussen de groene en de blauwe route
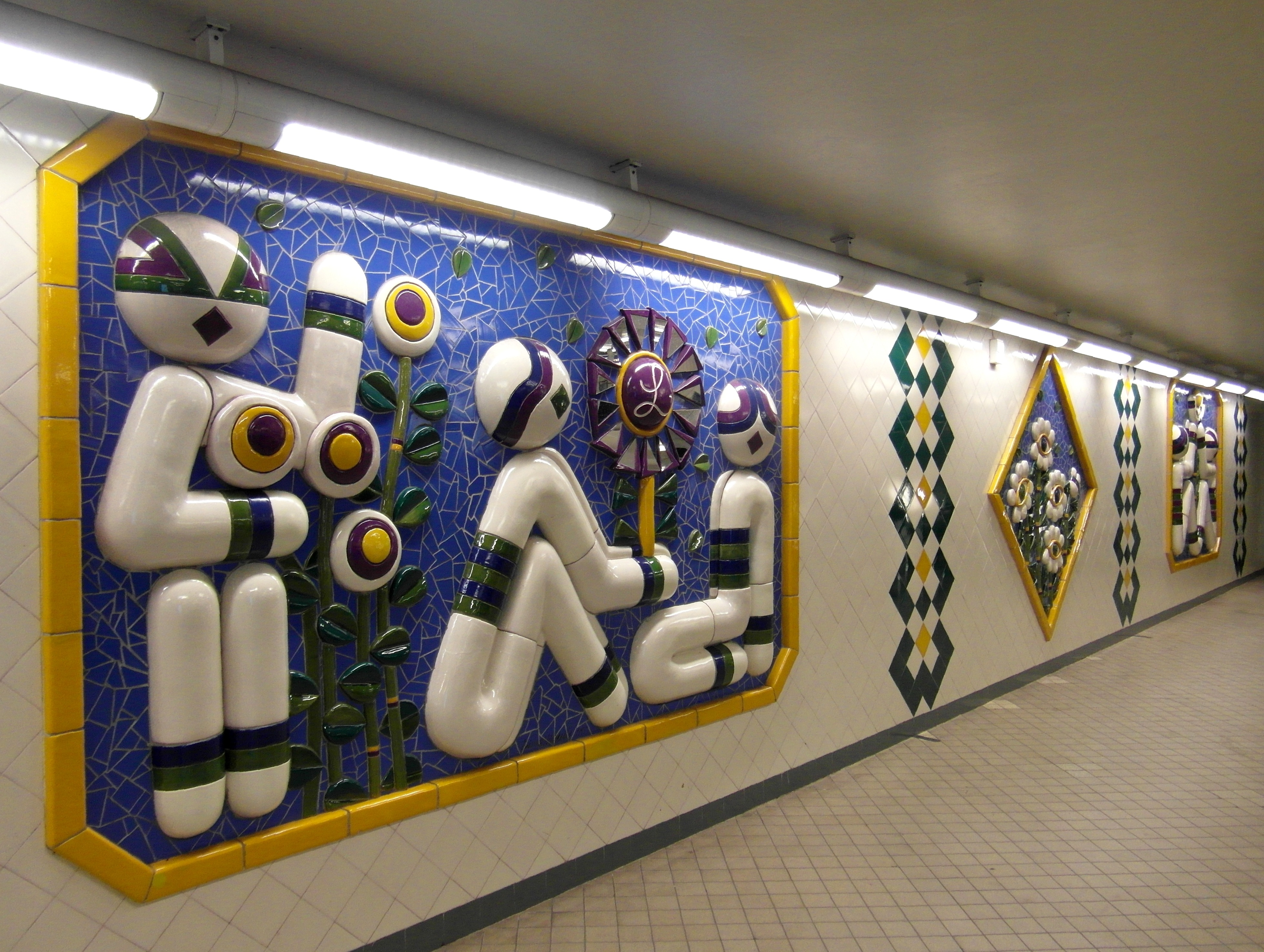
De keramiekwand uit Portugal

Hjulsta ·
Tensta ·
Rinkeby · 
Rissne · 
Duvbo ·
Sundbybergs centrum · 
Solna strand · 
Huvudsta · 
Västra skogen ·
Stadshagen ·
Fridhemsplan ·
Rådhuset ·  
T-Centralen ·
Kungsträdgården · 
(Sofia) ·
(Hammarby kanal) ·  
(Sickla) ·
(Järla) ·
(Nacka centrum)
(Barkarby) ·
(Barkarbystaden)·
Akalla ·
Husby ·
Kista · 
(Kymlinge) · 
Hallonbergen · 
Näckrosen ·
Solna centrum · 
Västra skogen · 
Stadshagen ·
Fridhemsplan · 
Rådhuset ·
T-Centralen ·
Kungsträdgården · 
(Sofia) ·
(Gullmarsplan)·  
(Slakthuset) ·
(Sockenplan) ·
(Svedmyra) ·
(Stureby) ·
(Bandhagen) ·
(Högdalen) ·
(Rågsved) ·
(Hagsätra) ·
(Älvsjö)
(Alvsjö)·
(Östberga Årstafältet) ·
(Årstaberg) ·
(Liljeholmen) ·
(Hornstull) ·
(Fridhemsplan) ·
Odenplan ·
Hagastaden ·
Södra Hagalund ·
Arenastaden ·
(Järva krog) ·
(Bergshamra) ·
(Danderyds sjukhus) ·
Åkeshov· 
Brommaplan·
Abrahamsberg· 
Stora Mossen· 
Alvik · 
Kristineberg · 
Thorildsplan  · 
Fridhemsplan · 
S:t Eriksplan · 
Odenplan  · 
Rådmansgatan  · 
Hötorget · 
T-Centralen ·  
Gamla Stan · 
Slussen · 
Medborgarplatsen ·  
Skanstull · 
Gullmarsplan ·  
Skärmarbrink·  
Hammarbyhöjden·  
Björkhagen·  
Kärrtorp ·  
Bagarmossen·  
Skarpnäck
Alvik · 
Kristineberg · 
Thorildsplan  · 
Fridhemsplan · 
S:t Eriksplan · 
Odenplan  · 
Rådmansgatan  · 
Hötorget · 
T-Centralen ·  
Gamla Stan · 
Slussen · 
Medborgarplatsen ·  
Skanstull · 
Gullmarsplan ·  
Skärmarbrink ·  
Blåsut·  
Sandsborg·  
Skogskyrkogården ·  
Tallkrogen·
Gubbängen·  
Hökarängen·
Farsta·
Farsta strand
Hässelby strand · 
Hässelby gård ·
Johannelund ·
Vällingby ·
Råcksta ·
Blackeberg ·
Islandstorget ·
Ängbyplan ·
Åkeshov· 
Brommaplan·
Abrahamsberg· 
Stora Mossen· 
Alvik · 
Kristineberg · 
Thorildsplan  · 
Fridhemsplan · 
S:t Eriksplan · 
Odenplan  · 
Rådmansgatan  · 
Hötorget · 
T-Centralen ·  
Gamla Stan · 
Slussen · 
Medborgarplatsen ·  
Skanstull · 
Gullmarsplan ·  
Globen ·
Enskede gård ·
Sockenplan ·
Svedmyra ·
Stureby ·
Bandhagen ·
Högdalen ·
Rågsved ·
Hagsätra